# Watutia
Watutia is een geslacht van uitgestorven kangoeroes uit Nieuw-Guinea en is bekend van enkele fragmentarische onder- en bovenkaken en losse tanden uit de Pliocene Otibanda-formatie in de provincie Morobe van Papoea-Nieuw-Guinea. De nauwste verwant van dit dier was mogelijk Hadronomas puckridgei, die enkele miljoenen jaren eerder in het huidige Queensland leefde. W. novaeguineae was ongeveer zo groot als een grote struikwallabie (Dorcopsis) en verschilt in een aantal kenmerken van de tanden van andere kangoeroes. De kiezen waren laagkronig en de valse kiezen langwerpig.